# وارطان آرولتسی

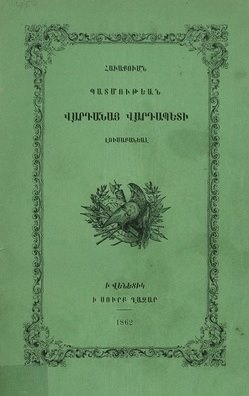
تاریخ واردان آرولتسی

وارطان آرولتسی (ارمنی: Վարդան Արևելցի) تاریخ‌نگار، جغرافی‌دان، فیلسوف و مترجم ارمنی که در سده سیزدهم میلادی می‌زیست
وی در گوشاوانک در نزد مخیتار گش تحصیل نموده است.